# Phare de Penfret
Le phare de Penfret (breton : tour-tan Penfred) est situé à l'extrémité nord-est de l'île du même nom, celle-ci se situant à l'extrémité est de l'archipel des Glénan, commune de Fouesnant dans le Finistère.
La fin de la construction et la mise en service de ce phare datent de 1838.
Le phare est une tour pyramidale tronquée blanche avec lanterne rouge, accolée à une maison dans laquelle se trouvent les locaux techniques, dans l'enceinte d'un ancien fort.

## Histoire
La construction du phare de Penfret, feu de 3e ordre, débute à la fin de l'année 1836, le coût du chantier durant cette première période est de 2 000 fr. Le 31 décembre 1837 la construction est en voie d'achèvement, il ne reste plus qu'à installer la lanterne et l'appareil d'éclairage. La tour mesure 18,80 mètres, depuis le niveau du sol jusqu'à la plateforme, qui est à 33,30 m au-dessus du niveau de la mer lors du plein en marée d'équinoxe. La dépense de cette deuxième campagne est de 40 000 fr, ce qui monte le total des sommes engagées à 42 000 fr sur un montant de dépenses autorisées de 43 583,91 fr. 
Le phare de Penfret est allumé le 1er octobre 1838.
En 1898, le phare est le premier à être équipé d'un « brûleur à incandescence à vapeur de pétrole » qui permet une augmentation de la puissance lumineuse du feu.
Il est automatisé et télécontrôlé à partir de la subdivision de Concarneau depuis le 30 avril 1993.

## Patrimoine
Il a été inscrit monument historique par arrêté du 31 décembre 2015,. Sur proposition de la Commission nationale des monuments historiques, la ministre de la culture et de la communication a, le 20 avril 2017, classé au titre des monuments historiques le phare de Penfret.